# إيمانويل دا كوستا
إيمانويل دا كوستا (بالفرنسية: Emmanuel Da Costa) (3 سبتمبر 1977 بروان في فرنسا - ) هو لاعب كرة قدم فرنسي في مركز الوسط.

## روابط خارجية
- إيمانويل دا كوستا على موقع قاعدة بيانات كرة القدم.إي يو (الإنجليزية)